# Megachernes queenslandicus
Espèce
Megachernes queenslandicus est une espèce de pseudoscorpions de la famille des Chernetidae.

## Distribution
Cette espèce est endémique du Queensland en Australie. Elle se rencontre vers Ravenshoe.

## Description
Les femelles mesurent de 3,4 à 3,6 mm.

## Étymologie
Son nom d'espèce lui a été donné en référence au lieu de sa découverte, le Queensland.

## Publication originale
- Beier, 1948 : Phoresie und Phagophilie bei Pseudoscorpionen. Österreichische Zoologische Zeitschrift, vol. 1, p. 441-497 (texte intégral).